# Claude-Marie Dubuis
Pour les articles homonymes, voir Dubuis.

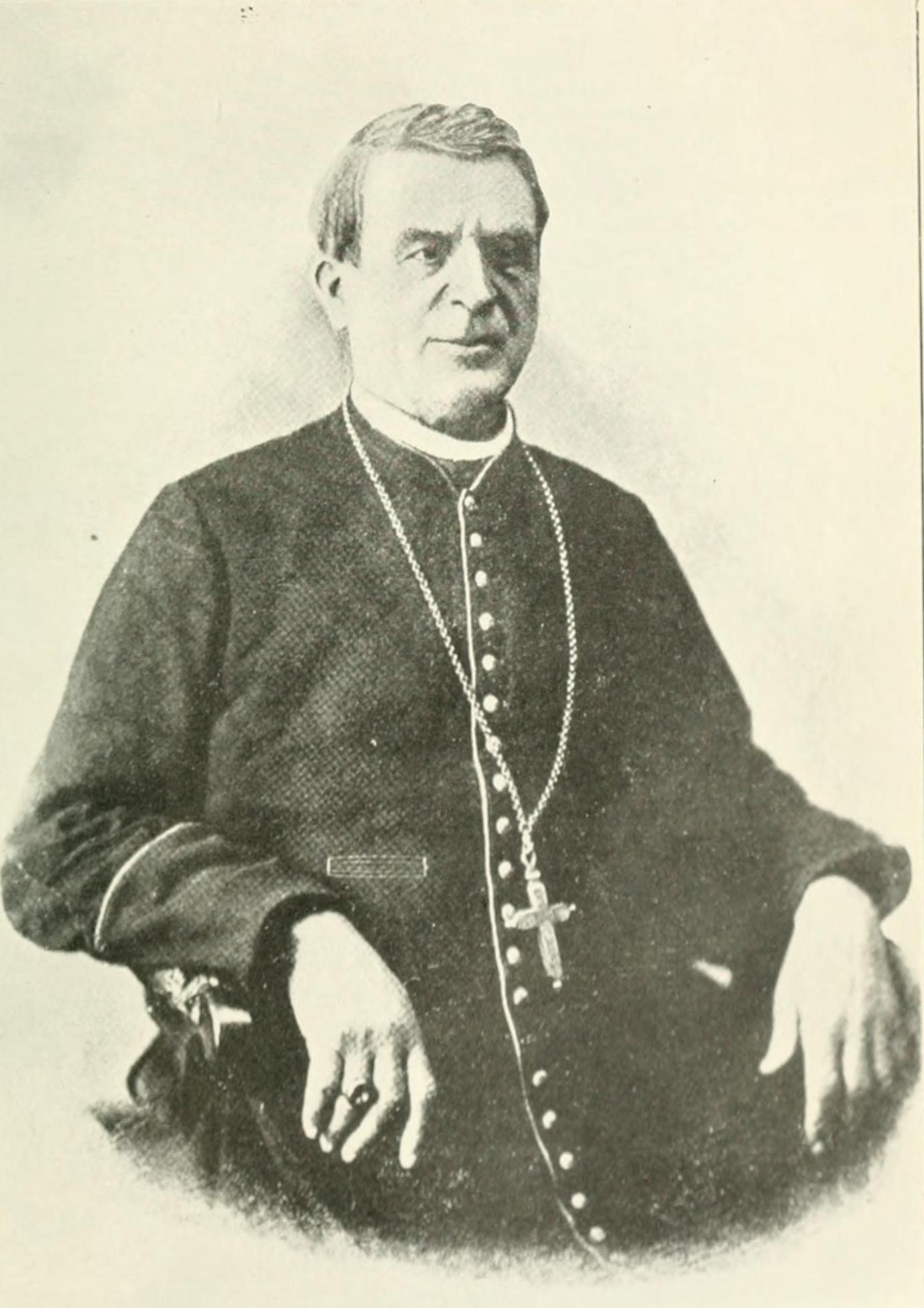

Claude-Marie Dubuis, né le 8 mars 1817 à Coutouvre (Loire) et mort le 22 mai 1895 à Vernaison (Rhône), est un évêque catholique français.

## Biographie
Claude-Marie Dubuis est le fils de François Dubuis (1780-1857), paysan et d'Antoinette Dubost (1782-1876). Il fut élevé dans la ferme de ses parents et reçut de sa mère une éducation très pieuse. À dix ans, il est envoyé chez son oncle maternel, l'abbé Étienne Dubost, curé à Charlieu ; il est pendant cette période l'assistant de son oncle.
En 1833, il rentre au séminaire préparatoire de L'Argentière pendant six mois et constate qu'il est en retard éducatif, en grec notamment. Il renonce au séminaire, se retire dans son domicile à Têche et travaille comme journalier.
Claude-Marie Dubuis décide de devenir missionnaire, sa mère le suggère de nouveau à son oncle religieux, celui-ci l’envoie à un tuteur nommé Fouilland dans un village voisin. Fouilland enseigne à Claude-Marie Dubuis le latin, le grec et la grammaire française pendant huit mois. Claude-Marie Dubuis rentre au séminaire de Saint-Jodard où il suit les cours sans difficultés. Il retourne ensuite deux ans au séminaire de L'Argentière et y est diplômé.
En 1840, il rentre au grand séminaire de Saint-Irénée (aujourd'hui lycée de Saint-Just) et est ordonné prêtre par le cardinal de Bonald à Lyon le 1er juin 1844.
À Lyon, en 1846, il rencontra Jean-Marie Odin, vicaire apostolique du Texas. Jean-Marie Odin est en France pour recruter des missionnaires. Claude-Marie Dubuis part alors aux États-Unis du Havre avec un groupe de missionnaires en mars 1846. À leur arrivée, ils furent envoyés aux Barrens, un séminaire vincentien à Perryville (Missouri) pour apprendre l'anglais. Ils arrivent au Texas en hiver 1847 six mois après le pape Pie IX qui éleva l'État du Texas à un diocèse avec comme évêque Jean-Marie Odin.
La première mission de Claude-Marie Dubuis était d'établir un pastorat à Castroville, son ministère comprenait aussi les villages d'Hanis, de Vandenburg, de Quihi, de New Braunfels et de Fredericksburg ; il a dû souvent monter à cheval pour exercer ses fonctions sacerdotales dans le territoire des Comanches. Il fut capturé quatre fois par les Comanches. En 1851, lorsqu'il quitte Castroville pour San Antonio, Claude-Marie Dubuis y laisse une paroisse en pleine croissance ainsi qu'une église de style alsacien et un presbytère construit principalement de ses mains.
Il reçoit ensuite le pastorat de San Fernando à San Antonio qui avait besoin de plus de religieux. Par conséquent, en 1852, il est envoyé en France pour recruter des missionnaires volontaires, quatorze étudiants et prêtres répondent à son appel. À son retour à Galveston, il est nommé vicaire général et est envoyé à San Antonio. Claude-Marie Dubuis termine au même moment son travail sur le couvent des Ursulines, ainsi que l'église de la nouvelle Sainte-Marie à San Antonio. 
Le 15 octobre 1862, il est nommé évêque de Galveston et sacré le 23 novembre suivant à Lyon par Jean-Marie Odin. Il fait un voyage à Lyon pour recruter de nouvelles religieuses pour former la congrégation des Sœurs de la Charité du Verbe incarné qui va rapidement se développer dans le sud des États-Unis.
Comme évêque, il a dirigé la construction d'hôpitaux, d'écoles et d'orphelinats. En 1867, le diocèse de Galveston avait cinquante-cinq églises et chapelles. Claude-Marie Dubuis a réussi à restaurer une église ravagée par la guerre civile et a laissé à son successeur une florissante foi catholique. Par sa demande le pape Pie X établit un second diocèse dans l'État en 1874, celui de San Antonio.
Il démissionne le 16 décembre 1892 et est nommé évêque émérite avec le titre d'évêque titulaire d'Arca en Arménie par le pape Léon XIII. Son successeur à la tête du diocèse de Galveston est Nicolaus Aloysius Gallagher (en).
Claude-Marie Dubuis meurt le 22 mai 1895 à Vernaison.
Il fut inhumé au cimetière de Coutouvre en 1895. En 1951, Fritz Simon fait enlever le corps pour l’inhumer à l'intérieur de l'église paroissiale de Coutouvre et une crypte fut érigée en sa mémoire.